# Росс (Каліфорнія)
Росс (англ. Ross) — місто (англ. city) в США, в окрузі Марін штату Каліфорнія. Населення — 2338 осіб (2020).

## Географія
Росс розташований за координатами 37°57′50″ пн. ш. 122°33′42″ зх. д. / 37.96389° пн. ш. 122.56167° зх. д. (37.963815, -122.561569).  За даними Бюро перепису населення США в 2010 році місто мало площу 4,03 км², уся площа — суходіл.

## Демографія
Згідно з переписом 2010 року, у місті мешкало 2415 осіб у 798 домогосподарствах у складі 658 родин. Густота населення становила 599 осіб/км².  Було 884 помешкання (219/км²).
Расовий склад населення:
| - 93,8 % — білих - 1,9 % — азіатів - 0,2 % — чорних або афроамериканців - 0,1 % — вихідців з тихоокеанських островів - 0,1 % — корінних американців |

До двох чи більше рас належало 3,1 %. Частка іспаномовних становила 3,9 % від усіх жителів.
За віковим діапазоном населення розподілялося таким чином: 30,3 % — особи молодші 18 років, 52,6 % — особи у віці 18—64 років, 17,1 % — особи у віці 65 років та старші. Медіана віку мешканця становила 45,1 року. На 100 осіб жіночої статі у місті припадало 92,0 чоловіків;  на 100 жінок у віці від 18 років та старших — 89,0 чоловіків також старших 18 років.
Середній дохід на одне домашнє господарство  становив 287 274 долари США (медіана — 192 188), а середній дохід на одну сім'ю — 299 042 долари (медіана — 220 341). Медіана доходів становила 171 313 долари для чоловіків та 83 125 доларів для жінок. За межею бідності перебувало 5,1 % осіб, у тому числі 5,1 % дітей у віці до 18 років та 1,2 % осіб у віці 65 років та старших.
Цивільне працевлаштоване населення становило 952 особи. Основні галузі зайнятості: науковці, спеціалісти, менеджери — 21,7 %, фінанси, страхування та нерухомість — 17,8 %, освіта, охорона здоров'я та соціальна допомога — 16,0 %.